# Ungernia flava
Ungernia flava là một loài thực vật có hoa trong họ Amaryllidaceae. Loài này được Boiss. & Hausskn. miêu tả khoa học đầu tiên năm 1882.